# Duella (Einheit)
Duella, auch Duelle, war eine französische Masseneinheit und auf Grund ihrer Größe ein Apothekergewicht.
- 1 Duella = ⅓ Unze (römische) = 8 Scrupel = 192 Grains = 10 1/5 Gramm